# Horace Jones
 (décembre 2023).
Si vous disposez d'ouvrages ou d'articles de référence ou si vous connaissez des sites web de qualité traitant du thème abordé ici, merci de compléter l'article en donnant les références utiles à sa vérifiabilité et en les liant à la section « Notes et références ».
Pour les articles homonymes, voir Jones.
Horace Jones né le 20 mai 1819 et décédé le 21 mai 1887 à Londres est un architecte anglais anobli le 30 juillet 1886.

## Biographie

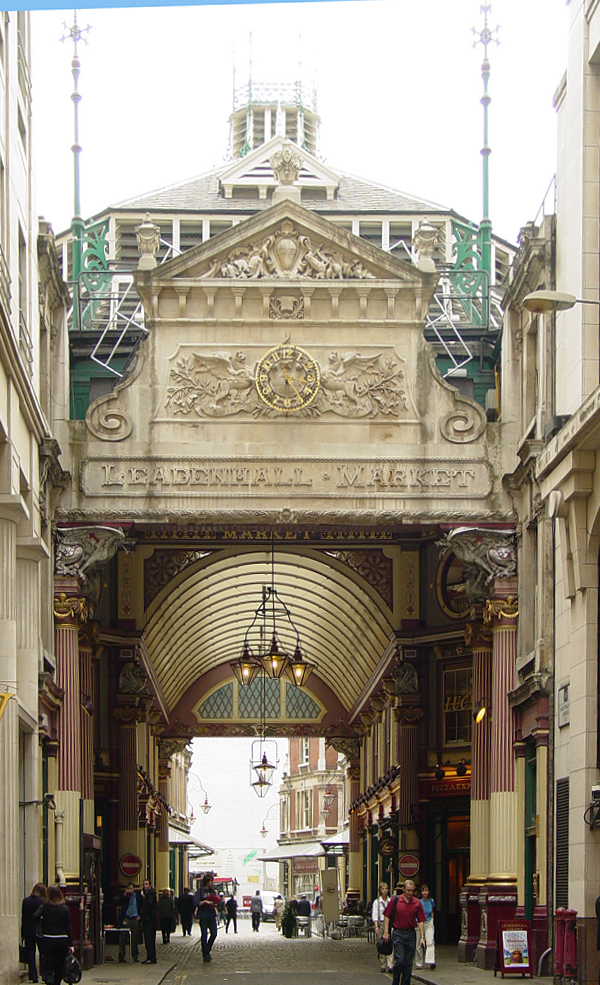
Leadenhall Market

Il est particulièrement connu pour ses réalisations comme architecte de la cité de Londres de 1864 à sa mort, parmi lesquelles on trouve la restauration du grand hall de Guildhall en 1866, la création de plusieurs marchés (Smithfield en 1866, Old Billingsgate Market en 1875 et Leadenhall en 1881), la bibliothèque publique, le musée, la chambre de commerce (1884) et l´école de musique de Guildhall.
Il est également l´un des architectes du Tower Bridge avec l´ingénieur Sir John Wolfe-Barry. Le pont sera terminé après sa mort.
Il était associé (associate) depuis 1842, puis membre (fellow) depuis 1855 du Royal Institute of British Architects, qu'il a présidé en 1882-1883.
Il est enterré au Norwood Cemetery.